# 이은주 (광주 서구의원)
이은주(李銀珠, 1972년 2월 3일, 전라남도 장성군 ~ )는 대한민국의 제6대 광주광역시 서구의원이었다.

## 학력
- 경희대학교 외국어대학 중어중문학과 졸업

## 경력
- 사회복지사
- 경희대학교 외국어대학 학생회장
- 공무원노조 광주광역시 서구지부 사무차장
- 민주노동당 중앙위원
- 민주노동당 광주시당 서구 위원회 여성위원장
- 행복한 광주생협(준) 이사
- 광주광역시 여성회 조손가정지원삽업 운영위원
- 유촌초등학교 운영위원
- 2010 여성정치네트워크 선정 좋은 여성 후보
- 2010.07 ~ 2014.04 제6대 광주광역시 서구의회 의원
- 2010.07 ~ 2012.07 제6대 광주광역시 서구의회 전반기 기획총무위원회 위원
- 2010.07 ~ 2012.07 제6대 광주광역시 서구의회 전반기 의회운영위원회 위원
- 2010.07 ~ 2012.07 제6대 광주광역시 서구의회 전반기 예산결산특별위원회 위원
- 2012.07 ~ 2014.04 제6대 광주광역시 서구의회 후반기 부의장
- 2012.07 ~ 2014.04 제6대 광주광역시 서구의회 후반기 사회도시위원회 위원
- 2012.07 ~ 2014.04 제6대 광주광역시 서구의회 후반기 예산결산특별위원회 위원
- 광주광역시 여성회 창립
- 재활용장터 "보물섬" 운영위원
- 소각장 주민지원협의체 위원
- 사랑의 몰래산타 광주본부 공동대표
- 서구교육희망네트위크 설립
- 서구교육희망네트위크 운영위원
- 치평동 청소년 문화의 집 운영위원
- 월드비전무진종합복지관 운영위원
- 강아지똥 어린이도서관 운영위원장
- 상무1동 보장협의체 부위원장
- 동명중학교 운영위원장
- 광주고아역시 평화통일 교육위원

## 역대 선거 결과
|  | 36.64% |

|  | 34.59% |

|  | 3.58% |

|  | 37.48% |